# 6119 Hjorth
A 6119 Hjorth (ideiglenes jelöléssel 1986 XH) a Naprendszer kisbolygóövében található aszteroida. Poul Jensen fedezte fel 1986. december 6-án.